# Idiopathische juvenile Osteoporose
Die Idiopathische juvenile Osteoporose ist eine im Kindes- und Jugendalter auftretende Osteoporose (Knochenschwund) unbekannter Ursache mit meist spontan erfolgender Ausheilung.
Synonyme sind: Juvenile Osteoporose; Dent-Friedman-Syndrom.
Die Namensbezeichnung bezieht sich auf die Autoren der Erstbeschreibung aus dem Jahre 1965 durch C. E. Dent und M. Friedman.

## Vorkommen
Die Häufigkeit ist nicht bekannt, bislang wurde über mehr als 100 Betroffene berichtet.

## Klinische Erscheinungen
Diagnostische Kriterien sind:
- Erkrankungsbeginn in der Präpubertät mit Schmerzen in Gelenken (Hüftgelenk, Füße) oder der unteren Wirbelsäule
- Wachstumsstillstand
- Zunehmende allgemeine Osteoporose mit Ausbildung von Fischwirbeln, Wirbelkörper-Frakturen, Ausbildung einer Kyphose und insbesondere metaphysäre Spontanfrakturen an den langen Röhrenknochen
- Sistieren der Veränderungen mit Rückbildung nach Abschluss der Pubertät[1]

## Diagnostik
Die charakteristischen Veränderungen an der Wirbelsäule sind bereits auf einfachen Röntgenaufnahmen erkennbar.
Eine Knochendichtemessung kann die Demineralisation dokumentieren.
Histologisch finden sich verminderte Osteoidmenge, Rarefizierung der Trabekel und Auflockerungen der Kortikalis.

## Differentialdiagnostik
Abzugrenzen sind juvenile idiopathische Arthritis, juvenile Polyarthritis sowie Osteogenesis imperfecta oder Essstörungen und Rachitis, ferner die Progressive Pseudorheumatoide Arthropathie. Bei mehrzeitigen Frakturen ist an eine Kindesmisshandlung zu denken.

## Therapie
Eine kausale Behandlung ist nicht bekannt, zum Schutz vor weiteren Frakturen sind Physiotherapie, Muskelaufbau und das Vermeiden des Hebens schwerer Lasten wesentlich.
Die Gabe von Kalzium und/oder Vitamin D, Fluorid, Kalzitonin und Bisphosphonat kann zusätzlich indiziert sein.